# 熊明遇
熊明遇（1579年—1649年），字良孺（一字子良），号坛石山主人，江西南昌府进贤县北山人（今属江西南昌县泾口乡东湖村）。

## 生平
万历二十八年（1600年）庚子科江西乡试举人，二十九年（1601年）联捷辛丑科三甲139名进士，吏部觀政，三十年任浙江长兴知县，三十六年行取礼部主事，三十八年考选，丁憂歸。四十一年除服，万历四十三年（1615年）擢兵科给事中，多所论劾，疏陈时弊，言极危切。萬曆四十四年（1616年）禮科給事中亓詩教懷疑熊明遇與東林黨通，上書彈劾他，建議將其外調。四十五年任福建佥事，四十八年升陕西宁夏参议。天启二年（1622年）以尚宝司少卿进太仆少卿，不久，擢升南京右佥都御史、提督操江，天启五年（1625年）被魏忠贤革职，并牵连汪文言案，被贬到贵州平溪卫。
崇祯元年（1628年）起复，任兵部右侍郎，次年进为左侍郎，迁南京刑部尚书，崇祯四年（1631年）任兵部尚书，次年清军入关劫掠，巡抚沈棨与中官王坤私自与清军议和，被给事中孙三杰弹劾，崇祯帝将其解职，不久以兵部尚书衔致仕。致仕多年后又被人推荐起复为南京兵部尚书，改任工部尚书。後因病归家，明亡后隱居不仕。顺治六年（1649年），因小疾过世，享年70岁。
熊明遇在萬曆年間已與耶穌會人士龐迪我（Didacus de Pantoja, 1571-1618）、陽瑪諾（Emmanuel Diaz, 1574-1659）、畢方濟接觸，並與徐光啟往來。對於西方科學有頗爲深入的了解。在福建僉事任內，他曾向方孔炤與方以智父子前展現他所接觸的西學。方氏父子与熊明遇曾一同登临游览太姥山並大談西學，可說是明末清初西学东渐的代表人物之一。其著作《格致草》和《则草》，是两部介绍西学的重要著作，於萬曆末年刊刻的《則草》是第一本由中國士人完成與出版的西學作品。他又工诗善文，当时颇享盛名。著有《南枢集》、《青玉集》、《格致草》、《绿云楼集》、《羅岕茶記》等。乾隆四十三年（1778），《文直行書》與《綠雪樓集》被列入禁燬書。

## 著述
其著作有：格致草（则草）、南枢集、青玉集、绿云楼集、羅岕茶記、文直行書。

## 家族
曾祖熊瓒。祖父熊富。父熊儒。有子熊人霖，崇祯丁丑進士。

## 延伸阅读
[在维基数据编辑]
 《明史卷二百五十七》，出自《明史》

| 官衔          | 官衔                                                | 官衔          |
| ------------- | --------------------------------------------------- | ------------- |
| 前任： 聶傳   | 明朝長興縣知縣 萬曆三十三年-三十六年 1605年－1608年 | 繼任： 濮中玉 |
| 前任： 李養正 | 南京刑部尚書 1629年－1631年                         | 繼任： 沈演   |
| 前任： 梁廷棟 | 明朝兵部尚書 1631年－1632年                         | 繼任： 張鳳翼 |
| 前任： 余瑊   | 南京兵部尚書 1642年－1643年                         | 繼任： 史可法 |
| 前任： 何楷   | 南明戶部尚書 1645年                                 | 繼任： 姜一洪 |